# Profesorul trăsnit și clanul Klump
Profesorul trăsnit și clanul Klump (titlu original: Nutty Professor II - The Klumps) este un film american științifico-fantastic de comedie din 2000 regizat de Peter Segal. Este o continuare a filmului din 1996 Profesorul trăsnit.  Rolurile principale au fost interpretate de actorii Eddie Murphy, Janet Jackson, Larry Miller și Wanda Sykes.

## Distribuție
- Eddie Murphy - Professor Sherman Klump / Buddy Love / Papa Cletus Klump / Young Papa Cletus Klump / Ernie Klump Sr. / Mama Anna Klump / Grandma Ida Jenson / Lance Perkins
- Janet Jackson - Denise Gaines-Klump
- Larry Miller - Dean Richmond
- John Ales - Jason
- Richard Gant - Mr. Gaines
- Anna Maria Horsford - Mrs. Gaines
- Melinda McGraw - Leanne Guilford
- Jamal Mixon - Ernie Klump Jr.
- Wanda Sykes - Chantal
- Freda Payne - Claudine
- Nikki Cox - Miss Taylor Stamos (Credited - Bright Student)
- Chris Elliott - Restaurant Manager
- Earl Boen - Dr. Knoll
- Charles Napier - Four Star General
- Gabriel Williams - Isaac